# V съезд КПК

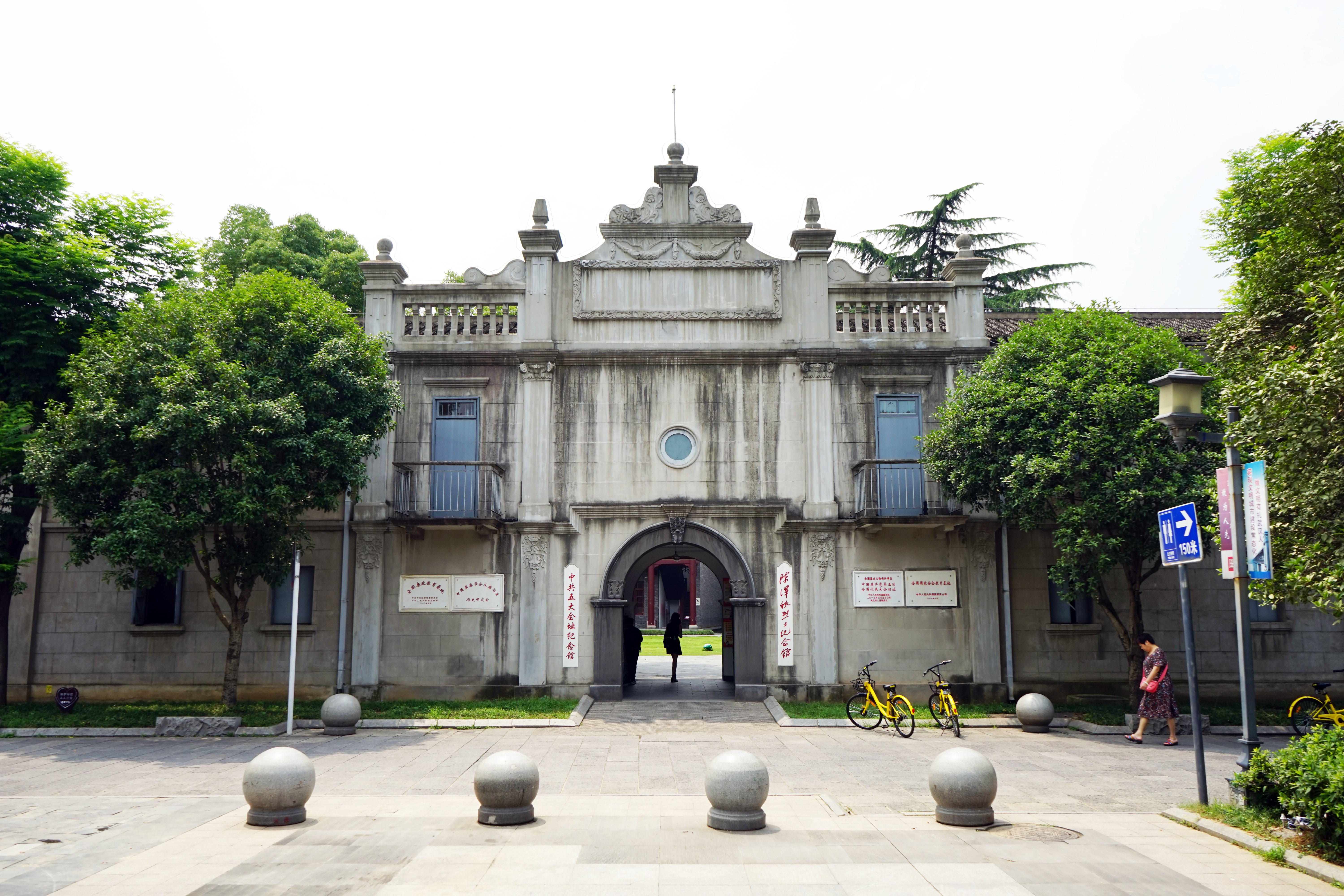
Место проведения V съезда КПК

V съезд Коммунистической партии Китая проходил с 27 апреля по 9 мая 1927 года в Ухане. На съезде присутствовало 80 делегатов, представляющих 57 967 членов КПК.

## Политическая обстановка накануне съезда
Съезд проходил в обстановке переворота, осуществлённого 12 апреля 1927 командующим НРА Чан Кайши. В результате переворота Гоминьдан разорвал соглашение о сотрудничестве с КПК и развернул против неё компанию массового террора. К тому моменту большинство членов ЦК КПК находилось в Ухане, чтобы помочь укрепиться Национальному правительству, в состав которого входили в основном левые гоминьдановцы и коммунисты.
Значительную роль в идейном руководстве съездом играл представитель Коминтерна М. Рой.

## Обсуждаемые вопросы

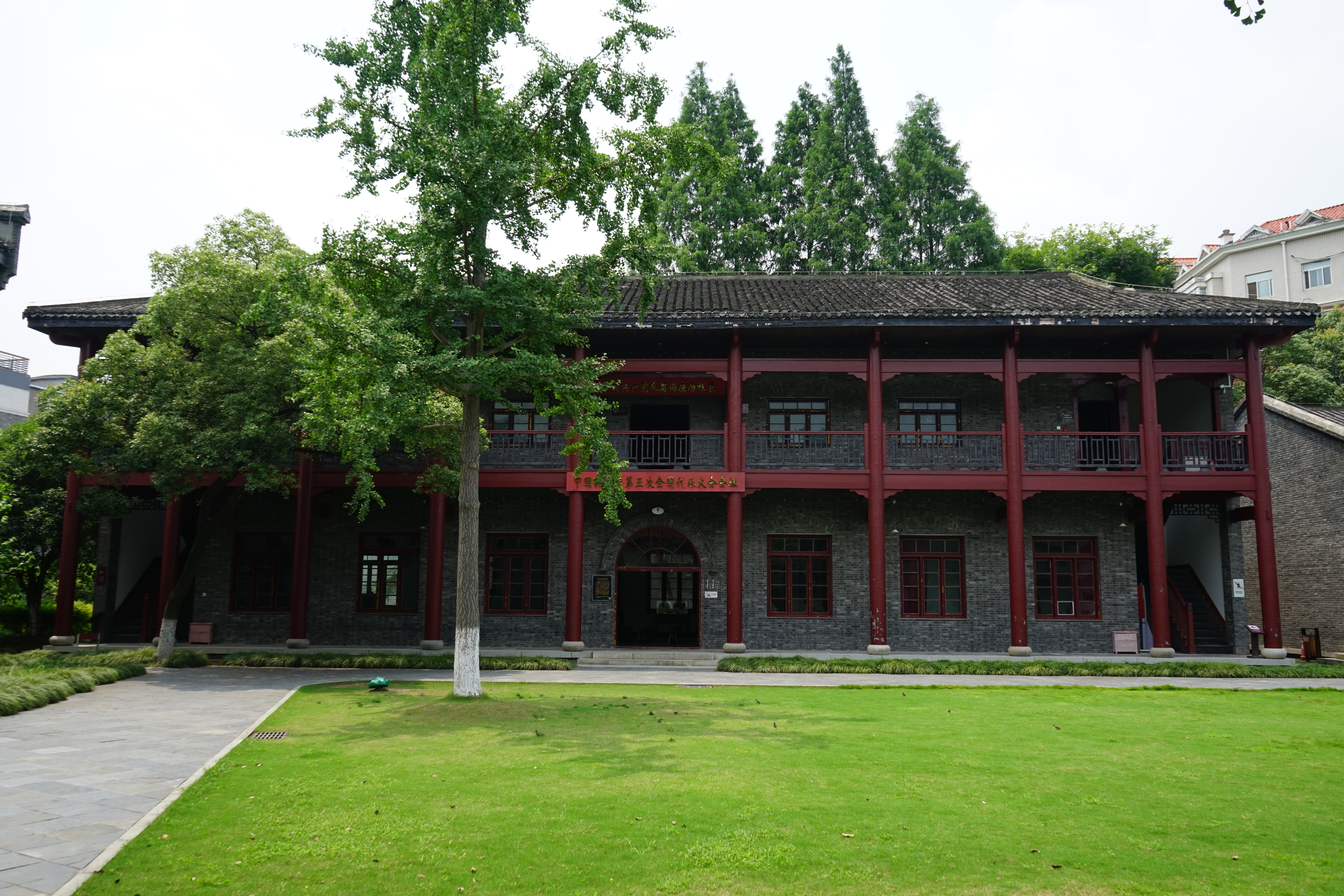
Конференц-зал

Съезд принял решения по выработке стратегии КПК в духе резолюции 7-го расширенного пленума ИККИ (декабрь 1926) по китайскому вопросу: были подвергнуты критике правоуклонистские взгляды Чэнь Дусю, выразившиеся в отказе от руководства революцией в пользу буржуазии, однако практические меры для их исправления предложены не были.
Главной задачей на текущем этапе съездом было названо проведение аграрной революции и создание сельской революционной власти, вместе с тем принятая резолюция по аграрному вопросу носила половинчатый характер.
В целом, политические решения съезда отражали желание части КПК и Коминтерна сохранить единство блока КПК и Гоминьдана, в том числе за счёт отказа от наиболее радикальных требований. Принятый Манифест так обозначил политическую позицию партии:
Будем добиваться полного единства всех демократических сил под знаменем Гоминьдана. Укрепление Гоминьдана как союза революционных сил, есть основная задача пролетариата в данный период революции. Единая революционная демократия есть безальтернативное руководство нашей народной революции
Были внесены поправки и дополнения в устав партии, в него был включён принцип демократического централизма.
Съезд избрал новый Центральный Комитет КПК в составе 29 членов и 10 кандидатов в члены ЦК КПК. Центральный Комитет избрал Политбюро, в состав которого вошли Чэнь Дусю, Чжан Готао, Ли Вэйхань, Цай Хэсэнь, Ли Лисань, Цюй Цюбо и Тань Пиншань. Генеральным секретарем ЦК КПК стал Чэнь Дусю.

## Последствия

Начало и конец Декларации, принятой V съездом КПК

Съезд ошибочно оценил текущий момент как период революционного подъёма, что явилось одной из причин неподготовленности КПК к переходу на нелегальное положение. Не была принята конкретная платформа аграрной реформы, удовлетворявшей земельные требования крестьян.